# Bertil Stålhane
Johan Bertil Stålhane, född 1 juli 1902 i Stockholm, död 17 oktober 1992 i Engelbrekts församling, Stockholm, var en svensk kemist, teknisk forskare och författare. Han var son till Otto Stålhane.
Efter studentexamen i Djursholm 1921 blev Stålhane filosofie kandidat vid Stockholms högskola 1925 och filosofie licentiat i kemi där 1927. Han blev 1927 1:e assistent vid Elektrovärmeinstitutet (EVI), där även hans far var verksam, laboratorieföreståndare där 1934 och var dess innehavare 1945–1969. Stålhane var initiativtagare till Institutet för halvledarforskning (Hafo) 1954, vilket var en ombildning av Elektrovärmeinstitutet och som senare blev Asea-Hafo och ABB-Hafo efter att Asea tagit över verksamheten.
1940 utvecklade han varistorer av kiselkarbid, vilket har beskrivits som den första svenska insatsen inom halvledarteknik. Dessa varistorer användes i överspänningsskydd av Asea och i gnistsläckare i reläer i telefonväxlar av L.M. Ericsson. Hans forskning resulterade också i flera olika patent.
Stålhane tilldelades Ingenjörsvetenskapsakademiens guldmedalj 1942 för sitt arbete på överspänningsskyddens områden och invaldes som ledamot av nämnda akademi 1956. År 1969 tilldelades han Polhemspriset för pionjärarbete inom området tekniska halvledarkomponenter. 
Under andra världskriget var Stålhane bekymrad över hur demokratin hotades av diktaturer, och skrev flera böcker där han tog upp dessa åsikter. I synnerhet behandlade han det pågående kriget, nazismen och bolsjevismen. Stålhane var en av de mest engagerade medlemmarna i den antinazistiska organisationen Tisdagsklubben. Under kriget tillverkade han också radioapparater till norska motståndsrörelsen.
Stålhane är gravsatt i minneslunden på Norra begravningsplatsen utanför Stockholm.